# بیماری سل (کتاب)
بیماری سل کتابی از علی اکبر ولایتی است که در سال ۱۳۶۶ منتشر و در مراسم کتاب سال جمهوری اسلامی ایران به‌عنوان کتاب برگزیده معرفی شد.